# 小行星4497
小行星4497（英語：4497 Taguchi）是一颗围绕太阳公转的小行星。1989年1月4日，圓館金、渡邊和郎在北见发现了此天体。
这颗小行星的绝对星等为302.6924179110763等。